# 安德烈·卡尔塔波洛夫
安德烈·瓦列里耶维奇·卡尔塔波洛夫（俄语：Андрей Валериевич Картаполов，1963年11月9日—）是俄罗斯政治人物和前俄罗斯陆军军官。 2015年至2016年以及2017年至2018年兩度出任西部军区負責人。2018年7月30日至2021年10月担任俄羅斯国防部副部长。2021年9月19日成為国家杜马議員以及国家杜马國防委員會主席。

## 生平
安德烈·卡尔塔波洛夫1985年毕业于莫斯科高等综合兵种指挥学校，1993年毕业于伏龙芝军事学院，2007年毕业于俄罗斯总参谋部军事学院。
卡尔塔波洛夫从排长開始一路晋升至高級指揮官。2010年5月至2012年1月，卡尔塔波洛夫出任北高加索第58军司令。2012年12月13日，卡尔塔波洛夫被授予中将军衔。  2013年2月至2014年6月出任西部军区参谋长。
2015年6月11日，卡尔塔波洛夫晋升为上将。 2015年11月10日，卡尔塔波洛夫出任西部军区司令员。 2016年12月19日至2017年3月，卡尔塔波洛夫担任俄罗斯驻叙利亚部队指挥官。
2018年7月30日，卡尔塔波洛夫出任俄羅斯国防部副部长兼主要军事政治局局长。
2021年9月19日，成為国家杜马議員以及国家杜马國防委員會主席。